# Wahl des deutschen Bundespräsidenten 1984
- SPD: 426
- Grüne: 39
- CDU/CSU: 525
- FDP: 47
- Unabh.: 3

Am 23. Mai 1984 wurde der ehemalige Regierende Bürgermeister von Berlin, Richard von Weizsäcker, von der 8. Bundesversammlung in der Beethovenhalle in Bonn zum sechsten deutschen Bundespräsidenten gewählt. Der Amtsinhaber Karl Carstens hatte sich aus Altersgründen nicht für eine Wiederwahl zur Verfügung gestellt.
Richard von Weizsäcker kandidierte zum zweiten Mal, nachdem er bei der Wahl am 15. Mai 1974 Walter Scheel unterlegen war. Dieses Mal erhielt er als Kandidat der CDU/CSU auch Zustimmung aus den Reihen der SPD- und FDP-Delegierten, wie es zuvor nur Theodor Heuss bei seiner Wiederwahl 1954 widerfahren war. Wie dieser und mit einer ähnlich großen Mehrheit von 832 Stimmen wurde von Weizsäcker bereits im ersten Wahlgang gewählt. Die Schriftstellerin Luise Rinser, die von den erstmals 1983 in den Bundestag eingezogenen Grünen (39 Sitze) als einzige Gegenkandidatin nominiert worden war, erhielt 68 Stimmen. 117 Delegierte enthielten sich der Stimme.

## Bundesversammlung
Die Bundesversammlung wurde gemäß § 8 BPräsWahlG von dem Präsidenten des Bundestages, Philipp Jenninger, geleitet.
Nach Art. 54 Abs. 5 GG ist gewählt, wer im ersten oder zweiten Wahlgang „die Stimmen der Mehrheit der Mitglieder der Bundesversammlung erhält“. 1984 waren hierzu 521 Stimmen notwendig. In dem weiteren 3. Wahlgang ist der Kandidat mit den meisten Stimmen gewählt. In der Bundesversammlung verfügte die CDU/CSU mit 525 Delegierten wie schon 1979 über die absolute Mehrheit. Aus diesem Grund unterstützten SPD und FDP mit ihren 426 bzw. 47 Richard von Weizsäcker. Lediglich die Grünen stellten mit Luise Rinser eine eigene Kandidatin auf, die allerdings aufgrund der nur 39 Delegierten der Partei chancenlos war.
| Partei      | Partei | Mitglieder | Mitglieder | Mitglieder |
| Partei      | Partei | Bund       | Länder     | gesamt     |
| ----------- | ------ | ---------- | ---------- | ---------- |
| CDU/CSU     |        | 253        | 272        | 525        |
| SPD         |        | 202        | 224        | 426        |
| FDP         |        | 35         | 12         | 47         |
| Grüne       |        | 27         | 12         | 39         |
| Unabhängige |        | 3          | –          | 3          |
| Gesamt      | Gesamt | 520        | 520        | 1040       |

## Ergebnis
| Wahlgang                                                        | Kandidat                 | Stimmenzahl | Anteil | Partei | Partei | Unterstützer      |
| --------------------------------------------------------------- | ------------------------ | ----------- | ------ | ------ | ------ | ----------------- |
| 1. Wahlgang                                                     | Richard von Weizsäcker   | 832         | 80,0 % |        | CDU    | CDU/CSU, SPD, FDP |
| 1. Wahlgang                                                     | Luise Rinser             | 68          | 6,5 %  |        | Grüne  | Grüne             |
| 1. Wahlgang                                                     | Enthaltungen             | 117         | 11,3 % |        |        |                   |
| 1. Wahlgang                                                     | Ungültige Stimmen        | 10          | 1,0 %  |        |        |                   |
| 1. Wahlgang                                                     | Nicht abgegebene Stimmen | 23          | 2,2 %  |        |        |                   |
| Damit war Richard von Weizsäcker zum Bundespräsidenten gewählt. |                          |             |        |        |        |                   |